# Sept-Forges

Sept-Forges este o comună în departamentul Orne, Franța. În 1 ianuarie 2018 avea o populație de 250 de locuitori.